# Czesław Kudzinowski
Czesław Kudzinowski (ur. 8 października 1908 w Wodziłówce powiatu białostockiego guberni grodzieńskiej, zm. 2 marca 1988 w Poznaniu) – profesor języka fińskiego, autor największego dotychczas wydanego słownika fińsko-polskiego i podręcznika gramatyki fińskiej.

## Życiorys
Urodził się w Wodziłówce koło Knyszyna. Początkowo studiował teologię, by ją porzucić i ukończyć indoeuropeistykę na Uniwersytecie im. Stefana Batorego w Wilnie. Po studiach wyjechał do Helsinek. Tam specjalizował się w językach ugrofińskich. Podczas wojny prowadził zajęcia konspiracyjne na Uniwersytecie Wileńskim. Aresztowany w roku 1944. Po wojnie pracował dwa lata w Łodzi, by związać swoje życie z Poznaniem. Tu powstały jego najważniejsze dzieła.
Rodziny nie założył. W 2007 r. wydano pozostawiony w rękopisie, spisywany przez kilkadziesiąt lat Słownik dialektu knyszyńskiego. Został pochowany na Cmentarzu Junikowo w Poznaniu.

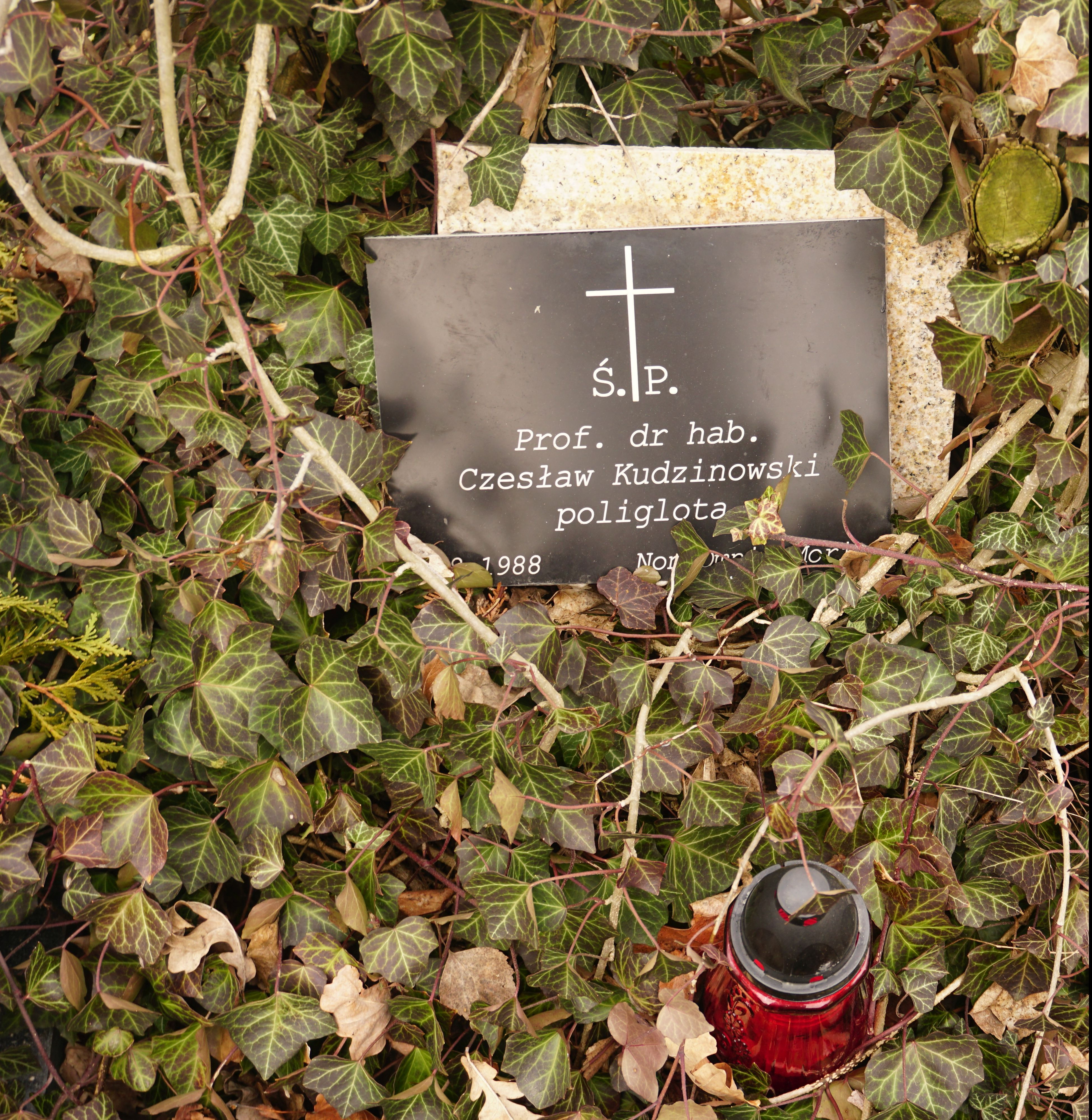
Grób prof. Czesława Kudzinowskiego na Cmentarzu Junikowskim

## Najważniejsze prace
- Przygotowane i przetłumaczone do druku teksty Oskara Kolberga, wydane jako tom 53 pt. „Litwa”
- Gramatyka języka fińskiego (wyd. Wydawnictwa UAM)
- dwutomowy Słownik fińsko-polski[5].
- Biblia litewska Chylińskiego : Nowy Testament. T. 2, Tekst – opracowanie[6]